# Кохановка (Черкасская область)
Кохановка (укр. Коханівка) — село в Каменском районе Черкасской области Украины.
Население по переписи 2001 года составляло 257 человек. Почтовый индекс — 20833. Телефонный код — 4732.

## Местный совет
20833, Черкасская обл., Каменский р-н, с. Кохановка, ул. Щорса, 71